# Eupterote acuminalba
Eupterote acuminalba is een vlinder uit de familie van de Eupterotidae. De wetenschappelijke naam van de soort is voor het eerst geldig gepubliceerd in 1924 door van Eecke.